# ألفريدو فيراري
ألفريدو فيراري (بالإيطالية: Dino Ferrari)‏ هو مهندس إيطالي، ولد في 19 يناير 1932 في مودينا في إيطاليا، وتوفي بنفس المكان في 30 يونيو 1956 بسبب حثل عضلي دوشيني.

## وصلات خارجية
- ألفريدو فيراري على موقع ميوزك برينز (الإنجليزية)
- ألفريدو فيراري على موقع ديسكوغز (الإنجليزية)